# منتخب التشيك للكورفبال
منتخب التشيك للكورفبال هو ممثل التشيك الرسمي في المنافسات الدولية في كرة السلة الهولندية
.